# Ulrike Sophie zu Mecklenburg

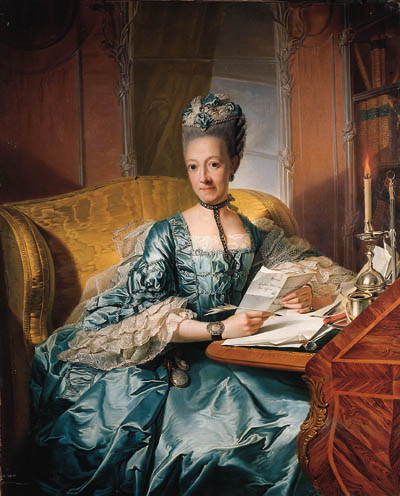
Herzogin Ulrike Sophie, Porträt von Georg David Matthieu (1765)

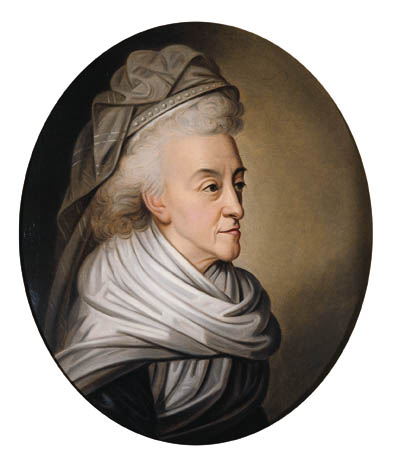
Kopie von Gaston Lenthe nach einem Porträt von Georg David Matthieu

Ulrike Sophie, Herzogin zu Mecklenburg [-Schwerin] (* 1. Juli 1723 in Grabow; † 17. September 1813 in Rostock) war eine Prinzessin aus dem Haus Mecklenburg.

## Leben und Wirken
Ulrike Sophie war nach ihrem Bruder Friedrich das zweite Kind und die älteste Tochter von Herzog Christian Ludwig und dessen Frau Gustave Karoline. Sie blieb unverheiratet.
Schon im Alter von fünf Jahren wurde sie 1728 zur Regentin des Klosters Rühn bestimmt. 1750 ging sie mit ihrem Bruder und dessen Frau auf eine Reise nach Aachen und Paris. 1756 verzichtete sie gegen eine Entschädigung auf die Regentschaft über das Kloster, das daraufhin herzoglicher Besitz wurde. Sie widmete sich in besonderer Weise der Förderung der Künste. Dem Hofmaler Georg David Matthieu verschaffte sie eine Reihe einträglicher Aufträge und sie galt als eine leidenschaftliche Liebhaberin der dramatischen Kunst. Für Aufführungen der Schönemannschen Hofschauspielgesellschaft unter der Leitung von Johann Friedrich Schönemann schuf sie eine eigene Übersetzung des Undankbaren (L'Ingrat) von Philippe Néricault Destouches. Johann Jakob Dusch widmete ihr 1763 sein bürgerliches Trauerspiel Der Bankerot; Johann Wilhelm Hertel, den sie 1770 auch als Privatsekretär anstellte, komponierte 1754 eine Geburtstagskantate für sie.
Ulrike Sophie wurde als letztes Mitglied des herzoglichen Hauses in der Fürstengruft der Schelfkirche St. Nikolai in Schwerin beigesetzt.

## Werke
- Der Undankbare: ein Lustspiel in 5 Aufzügen, nach Destouches frey bearbeitet. Leipzig: Schönfeld 1784